# Paroligopsis aurivilliusi
Paroligopsis aurivilliusi är en skalbaggsart som först beskrevs av Fisher 1932.  Paroligopsis aurivilliusi ingår i släktet Paroligopsis och familjen långhorningar. Inga underarter finns listade i Catalogue of Life.